# Алексеев, Герман Алексеевич
Ге́рман Алексе́евич Алексе́ев (17 ноября 1922, дер. Ладейкино, Псковская губерния — 12 октября 1977, Ленинград) — советский военнослужащий, участник Великой Отечественной войны, командир отделения разведки 242-го отдельного истребительно-противотанкового дивизиона, старший сержант — на момент последнего представления к награждению орденом Славы.

## Биография
Родился 17 ноября 1922 года в деревне Ладейкино Псковской губернии. Окончил 7 классов. Работал на фабрике «Скороход» в Ленинграде.
В июле 1941 года был призван в Красную Армию. С августа того же года участвовал в боях на фронте. Боевое крещение получил в боях под Старой Руссой. В роте противотанковых ружей участвовал в боях на Курской дуге, подбил вражеский танк. Был дважды тяжело ранен, но всегда возвращался в строй. К началу 1944 года командовал отделением противотанковых ружей 242-го отдельного истребительно-противотанкового дивизиона 371-й стрелковой дивизии. Член ВКП(б) с 1944 года.
14 февраля 1944 году в бою у деревни Сосновка, со своим отделением был придан 1231-му стрелковому полку. Отражая контратаку противника, огнём из автомата лично уничтожил 5 фашистов. Был ранен в голову, но не покинул поля боя.
Приказом командира 371-й стрелковой дивизии от 3 апреля 1944 года старший сержант Алексеев Герман Алексеевич награждён орденом Славы 3-й степени.
После возвращения из госпиталя в свою дивизию был зачислен в отделение разведки 242-го отдельного истребительно-противотанкового дивизиона.
23 июня 1944 года при подготовке наступления выявил 8 огневых точек и уточнил местонахождение нескольких дзотов противника. В ходе преследования отступающего противника всегда вовремя обнаруживал врага и этим обеспечивал успех операции. 29 июня с группой разведчиков числе первых форсировал р. Березина, закрепился на берегу, огнём из автомата и гранатами истребил 12 солдат противника. Был вновь представлен к награждению орденом Славы 3-й степени, несмотря на то, что в наградном листе уже была запись об ордене Славы 3-й степени.
Приказом командира 371-й стрелковой дивизии от 7 июля 1944 года награждён орденом Славы 3-й степени повторно.
13-15 января 1945 года в боях севернее города Гумбиннен выявил 12 огневых точек противника и 3 наблюдательных пункта. Атакованный группой вражеских солдат, из личного оружия поразил 8 солдат вермахта и продолжил наблюдение за противником.
Приказом по войскам 5-й армии от 9 февраля 1945 года награждён орденом Славы 2-й степени.
В 1946 году был демобилизован.
Указом Президиума Верховного Совета СССР от 19 августа 1955 года в порядке перенаграждения Алексеев Герман Алексеевич награждён орденом Славы 1-й степени, став полным кавалером ордена Славы.
Жил в Ленинграде. Работал на фабрике «Скороход», на колбасном заводе. Скончался 12 октября 1977 года.
Награждён орденами Отечественной войны 1-й и 2-й степеней, Красной Звезды, Славы 3-х степеней, медалями.